# Deník Špígl
Špígl byl český bulvární deník. Začal vycházet v roce 1990, od roku 2001 jako týdeník. Zanikl v roce 2002.

## Historie
Ladislav Froněk založil vydavatelství Ladislav Froněk – Vydavatelství Špígl. Poprvé vyšel 1. října 1990, stál 50 haléřů a měl čtyři strany. Zaměřoval se na politický bulvár. Grafická úprava napodobovala německý Bild. Zpočátku denní náklad činil až 100 tisíc výtisků, postupně redakci opouštěli lidé s novinářskou praxí a kvalita upadala. Obsah místy překračoval etické i zákonné hranice, deník často prohrával soudní spory. V roce 1994 byl změněn název vydavatelství na Deník Špígl, v té době zde vycházely články s radikálními, až extremistickými názory. V roce 1997 vydavatelská práva získalo Vydavatelství Špígl, s.r.o. Roku 2000 činil denní náklad přibližně 35 tisíc výtisků. V roce 2001 se vydavatelem deníku stal Brisk Company a. s. Téhož roku se změnila periodicita z deníku na týdeník. Poslední číslo vyšlo v dubnu 2002.